# The Bedlam in Goliath
Pour les articles homonymes, voir Bedlam.
Albums de The Mars Volta
Amputechture Octahedron
The Bedlam in Goliath est le quatrième album studio du groupe américain de rock progressif The Mars Volta, publié le 29 janvier 2008 chez Gold Standard Laboratories et Universal Motown Records. Réalisé par le compositeur et guitariste Omar Rodríguez-López, sa création a été le sujet de mésaventures relatées par le groupe lors de sa parution, à la suite de leur expérience avec un Ouija que Rodriguez-Lopez offrit au chanteur Cedric Bixler-Zavala.
C’est le premier album auquel participe le batteur Thomas Pridgen qui a rejoint le groupe en 2007, et le dernier auxquels contribuent le guitariste et manipulateur de son Paul Hinojos, le multi-instrumentiste Adrián Terrazas-González et le claviériste Isaiah “Ikey” Owens.
L’album débuta à la 3e place du Billboard 200, et devint le meilleur classement du groupe aux charts américains, après s’être vendu à 54 000 exemplaires la semaine de sa sortie. En date de juin 2009, 153 000 copies avaient été vendues aux États-Unis.
Wax Simulacra fut premier single de l’album. Paru le 19 novembre 2007 et accompagné d’une reprise du titre Pulled to Bits de Siouxsie and The Banshees, il fut récompensé à la 51e cérémonie des Grammy Awards, dans la catégorie “Meilleur prestation hard rock”.
La première édition de l’album au format vinyle comprend un disque 45 tours bonus qui reprend la forme d'une "goutte" de planche Ouija, et sur lequel figure un morceau supplémentaire, intitulé "Mr. Muggs".
Après réalisé les illustrations de leur album précédent, Amputechture, sorti en 2006, l’artiste Jeff Jordan fut de nouveau mis à contribution, en créant 11 nouvelles peintures qui coïncident avec le thème de The Bedlam in Goliath, ainsi qu’une œuvre de sa propre collection. L’œuvre utilisée pour la pochette est intitulée “Agadez”.

## Liste des pistes
Toutes les paroles sont écrites par Cedric Bixler-Zavala, et la musique composée par Omar Rodríguez-López.
| 1.    | Aberinkula     | 5:45 |
| 2.    | Metatron       | 8:12 |
| 3.    | Ilyena         | 5:36 |
| 4.    | Wax Simulacra  | 2:39 |
| 5.    | Goliath        | 7:15 |
| 6.    | Tourniquet Man | 2:38 |
| 7.    | Cavalettas     | 9:32 |
| 8.    | Agadez         | 6:44 |
| 9.    | Askepios       | 5:11 |
| 10.   | Ouroborous     | 6:36 |
| 11.   | Soothsayer     | 9:08 |
| 12.   | Conjugal Burns | 6:36 |
| 75:52 |                |      |